# Тамиш
Тамиш (рум. Timiș, мађ. Temes) је река која извире у северним деловима румунских Карпата у делу који се зове Цернеи Планине (Cernei Mountains). Под највишим врхом планине Семеник-Пјатра Гонозеи на 1445 м, налази се извориште градиштанског потока, једног од три изворишна крака Тамиша. Пролази кроз цео Банат а ушће му је код Панчева где се улива у Дунав.

## Карактеристике слива
Укупна дужина, од извора па до ушћа, реке Тамиш износи 359 km. Од 359 km у румунском делу се налази 241 km, а у српском делу 118 km.
Дренажни део Тамиша обухвата површину од 13.085 km², од тога у Румунији 8.085 km², а у Војводини (Србија) 5.000 km². Пошто се улива у Дунав, Тамиш припада црноморском сливу (Дренажном базену).
Уласком у Банат, Тамиш постаје спора, равничарска река која је тек у задњих 60 km пловна. Најважнија лука на Тамишу се налази у Панчеву, док узводно постоје многи рибњаци, а највећи су у Банатском Деспотовцу и Сутјесци, Уздину, Сакулама и Слатини

## Притоке
Тамиш има велики број малих притока. Највећи број му је у Румунији : Раул Реце (рум. Râul Rece), река Слатина (рум. Slatina), Валеа Маре (рум. Valea Mare), Ругиу (рум. Rugiu), Параул Лунг (рум. Pârâul Lung), Армениш (рум. Armeniș), река Себеш (рум. Sebeș), Бистра Река (рум. Bistra Sebeș), Шургани (рум. Șurgani), Тимишана (рум. Timișana), Поганиш (рум. Pogăniș), Тимишул Морт (рум. Timișul Mort) и Вена Маре (рум. Vena Mare). На свом путу кроз Војводину, Тамиш, има само једну једину притоку а то је Брзава.

## Насеља
Током векова дуж река су се оснивала многобројна насеља, тако је и са Тамишом, на 359 km дугом путу Тамиш спаја села и градове двеју држава. Од већих градове ту су Карансебеш и Лугош у Румунији и Панчево у Србији. Од села се могу набројати: Армениш (рум. Armeniş), Слатина Тимиш (рум. Slatina Timiş), Каваран (рум. Căvăran), и Рудна (рум. Rudna) у Румунији и Јаша Томић, Бока, Шурјан,Сутјеска, Сечањ, Неузина, Ботош, Томашевац, Орловат, Уздин, Идвор, Фаркаждин, Сакуле, Чента, Опово, Сефкерин, Глогоњ и Јабука у Војводини (Србија).

## Историја
Још у античким, римским, временима помиње се име Тамиша као Тибискус и Тибисис (Tibiscus и Tibisis).
Темишвар највећи банатски град, у Румунији, носи погрешно име по реци Тамишу, мада по средини града протиче каналисани ток Бегеја. Сама реч Тамиш означава "тамну реку" која асоцира на пролећне бујице са Карпата.
Старо ушће Тамиша се налазило неких 40 km удаљено од данашњег ушћа, између данашњих села Чента и Сурдук. Данашњи канал Караш је једино што је преостало од старог тамишког корита. Троугао који је омеђен Дунавом, старим ушћем Тамиша и данашњим Тамишем је данас познат као Панчевачки Рит и захвата површину од 400 km².
Први пароброд је стигао Тамишем (из Дунава) у Панчево 15. марта 1844. године. Између 1873. и 1900. године вршена је регулација и продубљивање тока Тамиша, исецањем бројних меандара. Циљ је био да река буде пловна узводно до Ботоша. Постојало је у Темишвару 1872. године Друштво за регулацију Тамиша, на чијем челу је био председник Федор Николић "от Рудне". Инжињерске радове су извели италијански стручњаци а физичке послове, вредни мађарски кубикаши ручно, са својом примитивном техником. У мају 1937. на Тамишу је довршен друмски мост, дужине 330 метара са вијадуктима, са два лука изнад реке.
Тамиш је дуго важио за једну од најмање загађених водотока у Војводини. Подизањем брана хидроелектране на Дунаву, на Ђердапу и укључењем реке Тамиш у систем канала ДТД 1978. године, уништена је његова будућност. Успорен му је ток, загађење драстично повећано, а живи свет неповратно осиромашен.

## Галерија
- Тамиш код Панчева
- Тамиш код Панчева
- Тамиш код Панчева
- Тамиш код Панчева
- Тамиш код Панчева зими
- Тамиш код Панчева зими
- Тамиш код Панчева зими
- Куле светионици на ушћу у Дунав
- Куле светионици на ушћу у Дунав
- Куле светионици на ушћу у Дунав
- Тамиш на разгледници
- Тамиш код Панчева
- Тамиш код Панчева
- Светионици на Тамишу
- Тамиш на разгледници
- Светионик на Тамишу
- Разгледница из Панчева
- Тамиш у Панчеву
- Гуске на Тамишу
- Патке на Тамишу
- Тамиш у Панчеву
- Мост на Тамишу